# Bandera d'Horta de Sant Joan
La bandera oficial d'Horta de Sant Joan té la següent descripció:
Bandera apaïsada, de proporcions dos d'alt per tres de llarg, de color verd fosc en els dos primers terços verticals, amb una fulla de figuera blanca, d'alçària 13/15 de la del drap i amplària 5/9 de la llargària del mateix drap al centre, i blanca en l'últim terç, amb la creu plena patent i curvilínia vermella de l'escut, de gruix 1/6 de l'alçària del drap als extrems i 1/10 al centre.
Va ser aprovada el 15 de setembre de 2004 i publicada en el DOGC el 30 de setembre del mateix any amb el número 4229.